# Juniperus foetidissima
Juniperus foetidissima là một loài thực vật hạt trần trong họ Cupressaceae. Loài này được Willd. mô tả khoa học đầu tiên năm 1806.